# Элязян, Гор
Гор Элязя́н (арм. Գոռ Էլյազյան; 1 июня 1991, Ереван) — армянский футболист, вратарь.

## Клубная карьера
Элязян начал заниматься футболом с 12—13 лет в одной из школ Олимпийского резерва Малатии, куда ходил вместе со своим братом. На первой же тренировке решил для себя, что будет играть исключительно на вратарской позиции. Потому как, играя с ребятами во дворе, Элязян всегда стоял в воротах.
Игру Элязяна заприметил один из тренеров, работавших по совместительству и в этой школе и в «Бананце», который предложим перейти к нему в клуб. Спустя полгода (за это время Элязян тренировался и был постоянно перед взором тренерского штаба) Элязяну предложили подписать контракт, который был подписан обеими сторонами. Первый же сезон провёл за дубль в первенстве Первой лиги. Затем игровая карьера в «Бананце» пошла на спад. Игра у Элязяна не складывалась. Но в этот момент из воссозданного «Импульса» поступает предложение, на которое Элязян ответил согласием.
Первые два сезона Элязян провёл за дубль Первой лиге. Начало сезона 2011 также началось в дубле, однако невнятная игра двух вратарей первой команды заставило тренерский штаб внести коррективы. Элязян был переведён в основу. Дебют состоялся 11 июня в гостевом матче против «Бананца». В розыгрыше Кубка 2011/12 вместе с командой дошёл до финала, в котором потерпел поражение от гюмрийского «Ширака» со счётом 0:1.

## Достижения
«Импульс»
- Финалист Кубка Армении: 2011/12